# Podoscypha petalodes
Podoscypha petalodes är en svampart. Podoscypha petalodes ingår i släktet Podoscypha och familjen Meruliaceae.

## Underarter
Arten delas in i följande underarter:
- floriformis
- rosulata
- petalodes

## Bildgalleri

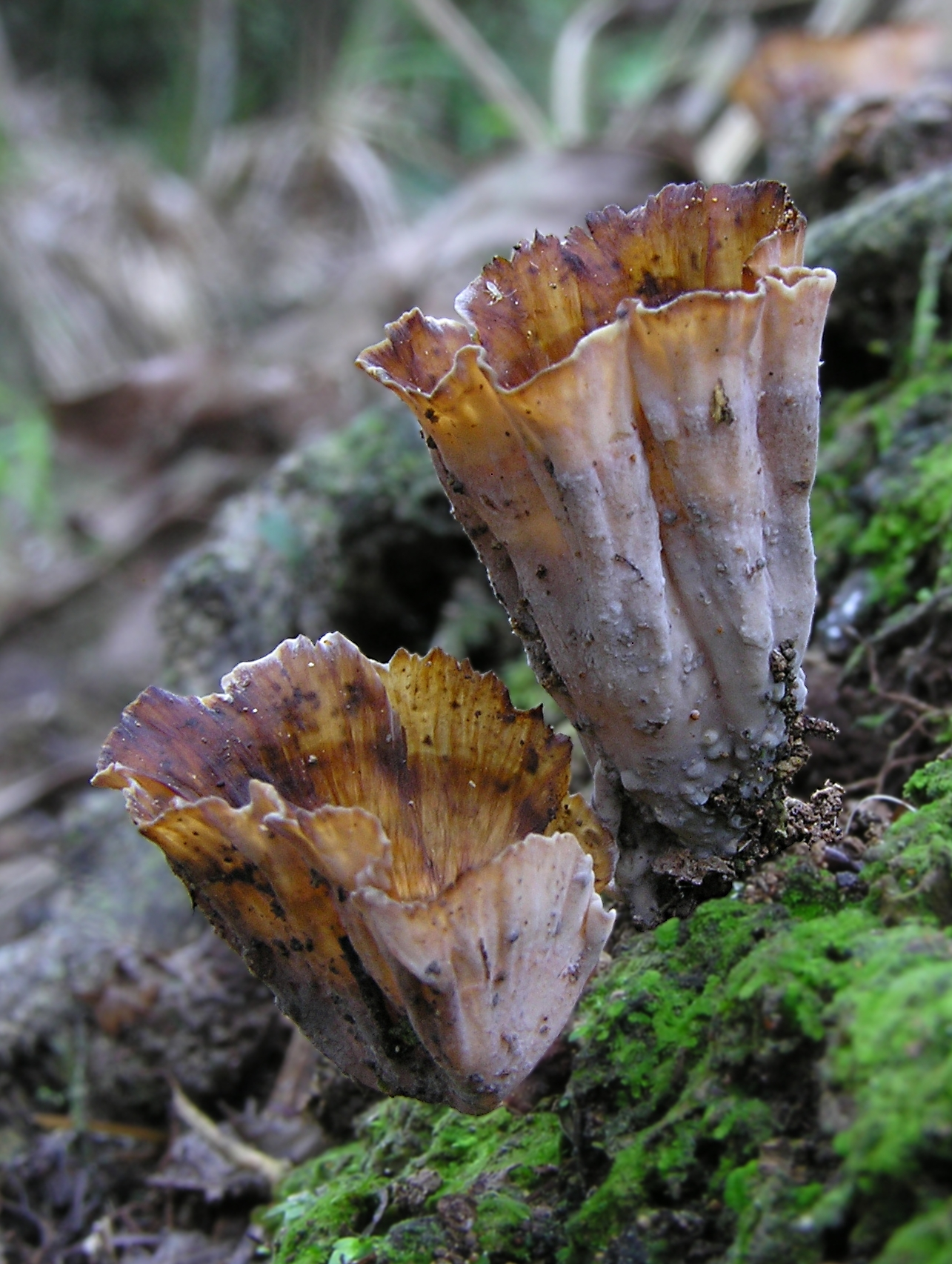